# Antonín Pokorný (skladatel)
Antonín Pokorný, křtěný Antonín (18. ledna 1890 Škvorec – 1975) byl český violista a hudební skladatel.

## Život
Po absolvování střední školy pracoval jako státní úředník na ministerstvech zahraničí a školství. Hudbě se věnoval od dětství. Hrál na housle a později působil jako violista v amatérském Orchestrálním sdružení Praha, i v profesionální Šakově filharmonii. Vedle toho studoval soukromě hru na klavír u Jana Heřmana, hudební teorii u Emanuela Jaroše a skladbu u Vítězslava Nováka.
Byl členem redakční rady pro vydávání díla Zdeňka Fibicha. Jako skladatel proslul zejména instruktivními skladbami, zlehčenými úpravami populárních skladeb a klavírními úpravami operních árií. Jeho bratr Stanislav Pokorný (1882–1967) byl učitelem a sbormistrem pražských pěveckých sdružení, pro které také komponoval.

## Dílo

### Písně
- První písně
- Písně o smrti
- Země krásná
- Písně na slova Jaroslava Seiferta

### Sbory
- Mužské sbory na slova Petra Bezruče
- Otci, Matce (na slova Josefa Václava Sládka)
- Sborové úpravy lidových písní

### Další skladby
- Filosofská historie (opera podle Aloise Jiráska)
- Za srdcem (melodram na slova Jana Nerudy
- Sonáta fis-moll pro klavír (získala cenu České akademie věd a umění v roce 1916)